# Église Saint-Brice de Loucé
L'église Saint-Brice est une église catholique située à Écouché-les-Vallées, en France.

## Localisation
L'église est située dans le département français de l'Orne, à Écouché-les-Vallées, dans l'ancienne commune de Loucé.

## Historique
L'édifice conserve des éléments du Xe ou du XIe et est profondément modifié au XIIIe. Une nef est ajoutée aux XVe – XVIe siècles et les fenêtres sont remaniées au XVIIIe.
L'édifice est inscrit au titre des monuments historiques depuis le 26 octobre 1990.

## Architecture
L'édifice comporte des peintures murales.